# Ludwig Adolf Wilhelm von Lützow
Ludwig Adolf Wilhelm von Lützow, född 18 maj 1782 i Berlin, död där 6 december 1834, var en preussisk friherre och militär.

## Biografi
Ludwig von Lützow var son till generalmajor Johann Adolph von Lützow (1748–1819, av den Mecklenburgska ätten) och Wilhelmine von Lützow (1754–1815, född von Zastrow). År 1810 gifte han sig med grevinnan Elisa von Ahlefeldt. De fick inga barn och 1824 skilde sig paret.
Lützow vann ryktbarhet som anförare för en av de frikårer (Lützows frikår eller Svarta skaran, omkring 2 800 man till fot, 480 ryttare och åtta kanoner), som under kriget mot Napoleon I 1813 rörde sig i västra Tyskland för att bringa detta på de förbundnas sida och för att störa fransmännens förbindelselänkar. Han utförde flera lyckade företag under vårfälttåget, men sedan en del av kåren blivit anfallen 17 juni (under stilleståndet) i Kitzen vid Leipzig, kom dess kraft att klinga av. Kårens historia finns bland annat omnämnd i poemen Lützows wilde, verwegene Jagd ("Lützows vilda, hänsynslösa jakt") och Leyer und Schwerdt ("Lyra och svärd") diktade av Lützows adjutant Theodor Körner, som stupade 26 augusti 1813.
Kåren upplöstes i samband med Parisfreden (1814) och kom därefter att uppgå i den preussiska armén. Lützow deltog i samma års krig i Frankrike och blev tillfångatagen i samband med slaget vid Ligny. Han blev överste 1815 och var 1822–30 brigadchef i Münster.